# Ohne Datenschutz
Ohne Datenschutz (französisch: Le Dossier 51) ist ein französischer Film nach einer Novelle von Gilles Perrault. Die Regie führte Michel Deville. Der Film wurde auf dem Filmfestival Cannes 1978 vorgestellt.

## Handlung
Dominique Auphal (François Marthouret) ist Diplomat – und außerdem in einer Organisation tätig, die von Geheimdiensten beobachtet wird. Mehrere Geheimdienste versuchen, ihn für eine Mitarbeit in ihrer Organisation zu gewinnen.
Perraults Novelle gleicht einem Dossier. Dieses enthält Notizen, Memos, Abhör-Transkripte, Spesenabrechnungen sowie Kopien beruflich veranlasster und privater Briefe. Die Geheimdienstabteilungen sind benannt nach griechischen oder römischen Gottheiten wie Jupiter, Merkur, Äskulap, Mars. Die Namen der überwachten Personen werden durch Zahlen ersetzt: 51 für das Ziel, 52 für dessen Frau, und so weiter, um die Entmenschlichung des Verfahrens zu veranschaulichen.
Auphal wird von Agenten beschattet, seine Wohnung abgehört und Personen aus seinem Umfeld unter Einsatz von Legenden ausgefragt. Dabei ergibt sich unter anderem, dass er ein uneheliches Kind ist und sein leiblicher Vater von seinem Ziehvater an die Gestapo verraten wurde und im Konzentrationslager Mauthausen starb. Eine psychoanalytische Untersuchung des Ziels ergibt zudem, dass er wahrscheinlich homosexuell sei. Man setzt einen Lockvogel auf ihn an, der ihn verführen und ihm die Vater/Stiefvater-Geschichte erzählen soll. Dies erfolgt mit dem Ziel, ihn erpressbar zu machen. Anschließend stirbt die überwachte Person nach einem Autounfall, bei dem ein Selbstmord nicht ausgeschlossen werden kann. Das Buch bzw. Dossier schließt mit einer irrelevanten Feststellung, um darzustellen, dass von Seiten der überwachenden Behörde keinerlei Reue oder Verantwortungsbewusstsein gegenüber den tragischen Folgen der Untersuchung erkennbar sind.

## Hintergrund
Der Film thematisiert die Bedeutung des Datenschutzes angesichts der vielfältigen Möglichkeiten staatlicher Behörden, in die Privatsphäre von Menschen einzudringen.

## Kritik
„Von humanistischem Engagement geprägte, spannend inszenierte Auseinandersetzung mit den Möglichkeiten und Grenzen von Kontroll- und Überwachungssystemen.“

## Auszeichnungen
- 1978: Silberne Muschel des Festival Internacional de Cine de Donostia-San Sebastián
- 1979: Prix Méliès der Association Française de la Critique de Cinéma
- 1979: zwei Césars (Bestes Drehbuch und Bester Schnitt), Nominierungen in den Kategorien Film und Regie